# Parafia Miłosierdzia Bożego w Mostówce
Parafia Miłosierdzia Bożego w Mostówce – parafia rzymskokatolicka należąca do dekanatu radzymińskiego diecezji warszawsko-praskiej, metropolii warszawskiej. W parafii posługują księża diecezjalni. 